# Joseph Addison
Pour les articles homonymes, voir Addison.
Joseph Addison, né le 1er mai 1672 à Milston et mort 17 juin 1719 à Londres, est un homme d'État, écrivain et poète anglais. Il est connu surtout pour avoir fondé avec son ami Richard Steele le magazine The Spectator en 1711 et le journal Tatler en 1709.

## Biographie
Né dans le Wiltshire, Addison a étudié à Oxford. Sur les bancs de l'université, il se distingua par des poésies latines et composa, à 22 ans, un poème sur la paix de Ryswick, qui lui fit obtenir du roi Guillaume III une pension de 300 livres sterling, puis voyagea en France et en Italie, publiant à son retour en 1702, la relation de son voyage, ainsi que des Dialogues sur les médailles.
En 1704, il célébra la bataille de Blenheim, dans une ode (The Campaign) qui eut beaucoup de succès. Il fut nommé en récompense commissaire des appels ; l'année suivante, il fut fait sous-secrétaire d'État, et accompagna peu après en Irlande, en qualité de première secrétaire, le marquis de Wharton, qui venait d'en être nommé vice-roi.
En 1709, et dans les années suivantes, il travailla, avec Richard Steele, à la rédaction du 
Babillard, du Spectateur, dont il fut l’un des fondateurs et dont il fit en partie le succès. Les articles qu'il y inséra en grand nombre sont des modèles de finesse, d'élégance, de bon goût, de pureté de style, et d'une critique saine et judicieuse, qui cependant s'égara quelquefois, témoin ses appréciations injustes sur Shakespeare. Il écrivit également dans Tuteur (en), périodique, où la littérature, la morale et la politique étaient traitées d'une manière supérieure. Son style est demeuré classique. Sa manière d'écrire, selon Voltaire, est un excellent modèle en tout pays.
Il a été moins heureux au théâtre. Son opéra Rosemonde premier essai d'un drame lyrique en langue anglaise, n'eut aucun succès. En 1713, il fit représenter Caton, tragédie dans le genre classique qui eut une vogue extraordinaire, mais due en partie aux circonstances politiques. Il la fit suivre, en 1715, d'une comédie moins connue, le Tambour (imitée par Destouches), œuvre spirituelle, mais de peu d'effet. Il rédigeait en même temps des journaux et des pamphlets politiques, tels que le Whig Examiner, le Free-Helder (le Franc-Tenancier).
Après la mort de la reine Anne, il revint aux affaires et fut élevé, en 1717, au poste de secrétaire d'État, mais peu propre à de telles fonctions, il ne tarda pas à démissionner. On lui a donné une pension de 1 500 livres sterling en dédommagement.
Dans sa retraite, il entreprit une Défense de la religion chrétienne, mais ne put l'achever. Comme poète, il se distingue par l'élégance et la grâce, mais il ne va pas au-delà. Comme prosateur, il manque souvent de profondeur, mais il est toujours limpide, correct, élégant, habile à saisir les ridicules, et d'un  goût généralement exquis dans sa sobriété. C'est lui qui contribua le plus à faire apprécier le génie de Milton, méconnu jusque-là. Sa vie, par Johnson, a été traduite par Boulard, Paris, 1805. Les économistes se sont emparés de Joseph Addison, et le considèrent comme un des leurs ; en effet, on trouve, dans le Spectateur, différents articles admirablement écrits sur les avantages du commerce. Dans son Traité d'économie politique, Jean-Baptiste Say rappelle les paroles remarquables du célèbre poète moraliste qui, chaque fois qu'il voyait une plantation, s'écriait : « Un homme utile est passé par là. » 
Addison  peut être considéré comme le premier théoricien de l’esthétique et l’un des plus influents du xviiie siècle. Il traite du goût, des sources de l'imagination, 
En politique, il était attaché au parti whig et eut de puissants protecteurs dont Charles Montagu. Il était lié avec les plus grands écrivains de son temps particulièrement avec Richard Steele et Congrève. Ses œuvres ont été publiées en 1761 à Birmingham, et en 1856 à Londres. Presque tous ses écrits ont été traduits en français, notamment Philippe-Charles Aubry.

## Mariage et mort
La dernière partie de la vie d'Addison n’a pas été sans problèmes. En 1716, après avoir travaillé comme précepteur pour son fils, il a épousé Charlotte, comtesse douairière de Warwick, femme orgueilleuse qui ne l’a pas rendu heureux. Elle était arrogante et impérieuse tandis que son beau-fils, Edward Rich, était un débauché hostile.
Sa carrière politique continua, et il fut secrétaire d'État au département du Sud de 1717 à 1718. Son journal politique, The Freeholder, fut très critiqué et Alexander Pope, dans Une Épître au Dr Arbuthnot, en fit un objet de dérision, le nommant « Atticus », et le comparant à un additionneur, « prêt à blesser, et craint cependant de frapper. »
La timidité d'Addison en public a limité son efficacité en tant que député. En 1718, il a été contraint de démissionner de son poste de secrétaire d'État en raison de sa mauvaise santé, mais il est resté député jusqu'à sa mort à Holland House, à Londres, le 17 juin 1719 à 48 ans. Il a été enterré dans l’abbaye de Westminster. Le 6 avril 1808, une ville du nord de l'État de New York (Middletown) a été rebaptisée Addison, en son honneur.

## Hymne
Addison a écrit l'hymne populaire de l'église Le firmament spacieux sur le haut, publié dans The Spectator en 1712.

## Analyse
Le personnage d'Addison a été décrit comme gentil et magnanime, bien que quelque peu froid et sans passion, avec une tendance à l'excès convivial. Ses manières et sa conversation attrayantes ont contribué à sa popularité générale. Il mettait souvent ses amis dans l'obligation d'obtenir des faveurs substantielles, mais il faisait preuve d'une grande patience envers ses quelques ennemis. Ses essais sont connus pour leur clarté et leur style élégant, ainsi que pour leur humour joyeux et respectueux.

## Source partielle
- Pierre Larousse Grand dictionnaire universel du XIXe siècle